# Carlos Francisco
Carlos Francisco (ur. 22 maja 1990 w Santiago de Cuba) – kubański piłkarz występujący na pozycji obrońcy.

## Kariera klubowa
Carlos Francisco zawodową karierę rozpoczął w 2008 w grającym w pierwszej lidze kubańskiej FC Santiago de Cuba.

## Kariera reprezentacyjna
W reprezentacji Kuby Francisco zadebiutował w 2008. W tym samym roku uczestniczył w eliminacjach do Mistrzostw Świata 2010, rozgrywając w nich 5 spotkań. W 2011 uczestniczy w Złotym Pucharze CONCACAF.